# Iljicze
Iljicze (biał. Іллічы, Illiczy, ros. Ильичи, Iljiczi) – wieś na Białorusi, w obwodzie homelskim, w rejonie brahińskim, w sielsowiecie Czemerysy. W 1921 roku znajdowało się w niej 31 budynków. Obecnie miejscowość jest niezamieszkana.